# Nomada furva
Nomada furva là một loài Hymenoptera trong họ Apidae. Loài này được Panzer mô tả khoa học năm 1798.